# Sông Vệ

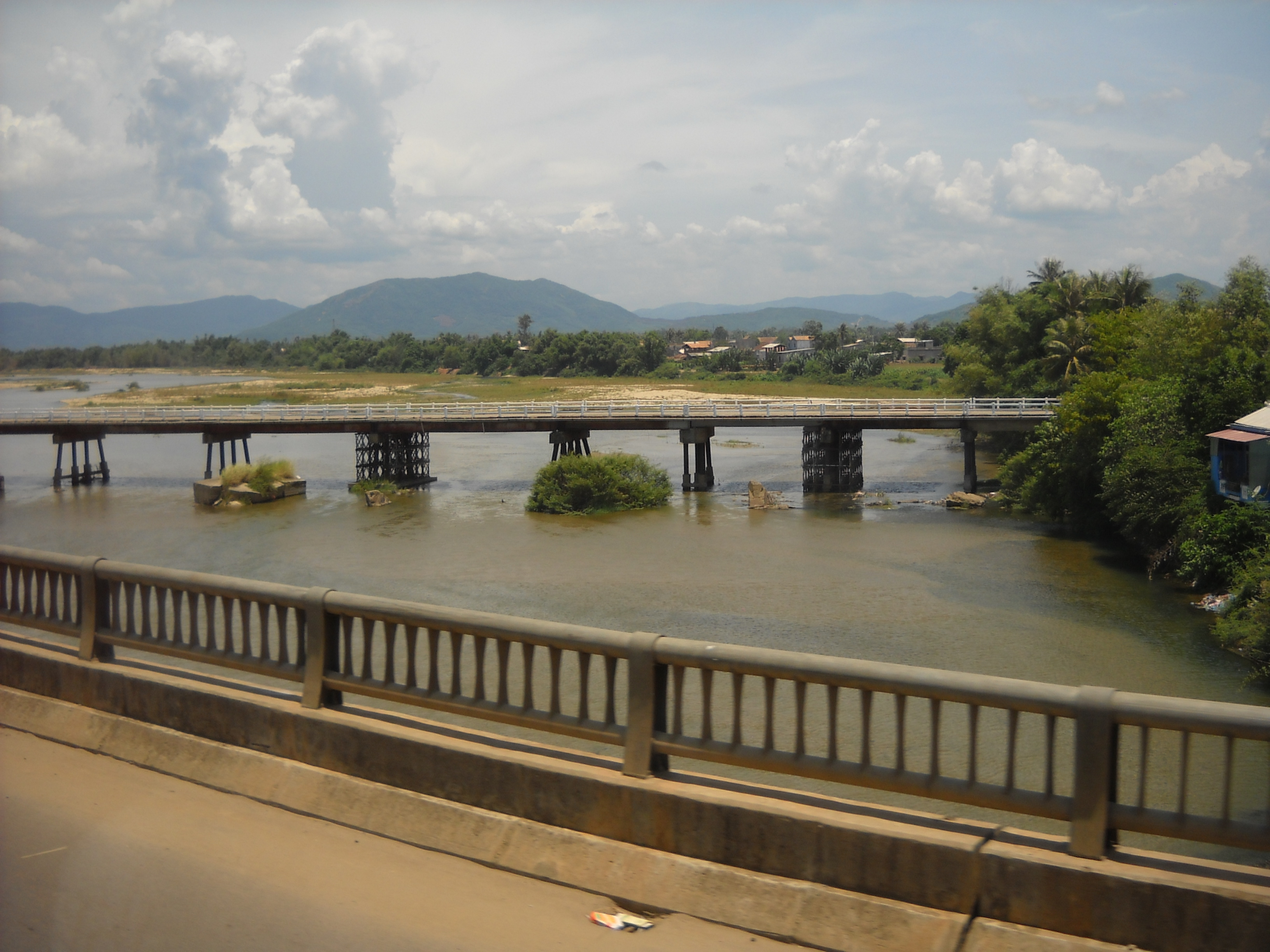
Sông Vệ, đoạn qua Tư Nghĩa, Quảng Ngãi

Sông Vệ là một con sông tại tỉnh Quảng Ngãi, Việt Nam .

## Dòng chảy
Sông bắt nguồn từ vùng núi phía nam huyện Ba Tơ ở độ cao 800 m, với dòng thượng nguồn là sông Liên . Một số văn liệu khác, đặc biệt là từ địa phương tỉnh Quảng Ngãi, thì ghi là Sông Liêng .
Sông Vệ chảy theo hướng Tây Nam – Đông Bắc, xuyên qua các huyện Ba Tơ, Nghĩa Hành, qua giáp ranh giữa Mộ Đức và Tư Nghĩa, đổ ra Biển Đông tại cửa Lở ở thôn An Chuẩn xã Đức Lợi huyện Mộ Đức. 15°05′37″B 108°54′01″Đ / 15,093733°B 108,900294°Đ
Ngoài ra qua các chi lưu ven biển như sông Vực Hồng (xã Nghĩa Hòa, Tư Nghĩa), sông Phú Thọ nối sang cửa Cổ Lũy của sông Trà Khúc.
Sông vệ có các phụ lưu là Trà Nu, sông Lã, sông La Châu... Phân lưu của sông Vệ là sông Thoa tách khỏi sông Vệ ở hữu ngạn và chảy về phía Nam qua Mộ Đức và Đức Phổ.
Tổng cộng chiều dài của sông Vệ là 80 km. Diện tích lưu vực 1.257 km², độ dốc trung bình 21,8%.
Sông Vệ cũng là tên của một thị trấn ở Quảng Ngãi, đó là thị trấn Sông Vệ ở huyện Tư Nghĩa.

## Sông Vệ trong thơ ca
"... Chiều tháng chạp trở về bên sông Vệ
Dòng nước này đang đổ xuống làng tôi
Sông thì chảy mà không đò xuôi ngược
Tôi ngẩn ngơ như mất Mẹ bên đời..."
thơ "Bên dòng sông Vệ" của Hoàng Trần.
"... Lũy tre làng bao bọc tuổi thơ tôi
Lúa chao võng, tôi no dòng sữa mẹ
Sông Vệ chở phù sa bồi cho tôi bám rễ
Núi Đất cõng tôi lên đón ánh mặt trời..."
thơ "Quê mẹ" của Hoàng Trần.
"Ngày em hai mươi tuổi
Đôi mắt xanh sông Vệ thiết tha chiều
Chim mách lẻo nơi em ngồi giặt áo
Anh trên cầu nhắn gió những lời yêu..."
(Lời ru sông Vệ - Trần Cao Duyên)